# Tharyx marioni
Tharyx marioni är en ringmaskart som först beskrevs av Saint-Joseph 1894.  Tharyx marioni ingår i släktet Tharyx och familjen Cirratulidae. Inga underarter finns listade i Catalogue of Life.